# Quitte ou double (émission de télévision)
Pour les articles homonymes, voir Quitte ou double.
Quitte ou double (Take It or Leave It) était un jeu radiophonique hebdomadaire d'origine américaine, adapté par Jacques Antoine, et présenté successivement par Zappy Max, Marcel Fort et François Chatelard sur Radio-Luxembourg dans les années 1950 jusqu'en 1966, puis  repris par Zappy Max sur Radio Monte-Carlo jusqu'en 1981, et enfin de nouveau sur RTL de 2001 à 2006 avec Jean-Pierre Foucault.
L'indicatif musical du générique de l'émission originale des années 1950-1960 était tiré du troisième mouvement allegretto de la 15e sonate pour piano de Mozart.
L'indicatif musical de la reprise de l'émission dans les années 1970 était tiré de "Proud heritage" de Keith Mansfield.
Monsieur Champagne était l'érudit-arbitre du jeu.
Le jeu fut adapté à la télévision par Paris-Télévision pour Télé-Luxembourg et présenté par Zappy Max à la fin des années 1950.

## Principe
Le principe du jeu est simple : un candidat doit répondre à une série de dix questions portant sur un thème, choisi au préalable par celui-ci (le choix du thème n'est pas limité ; les questions sont rédigées sous le contrôle de spécialistes).
L'animateur pose donc les questions au candidat, l'une après l'autre. Si le candidat fournit une réponse erronée, il est éliminé et repart les poches vides. S'il répond juste, il peut ou bien tenter de « doubler » (ses gains) ou « quitter » la partie et quitter le jeu avec ses gains antérieurs. S'il dit « double », il a le droit de répondre à la question suivante. Ainsi de suite jusqu'à ce qu'il réponde aux dix questions. 
La difficulté augmente de question en question. Une fois la question posée au candidat, celui-ci ne peut plus faire machine arrière, à la différence de Qui veut gagner des millions où le candidat — qui doit choisir entre quatre réponses proposées — peut partir avec ses gains antérieurs même s'il ne connaît pas (ou n'est pas certain de connaître) la bonne réponse.
À partir de 2002, le montant des gains allait de 150 € à 76 800 €.

## Événements
L’abbé Pierre a été en 1952 l'un des vainqueurs de ce jeu, avec des gains de 256 000 francs. Dans ses mémoires, Louis Merlin révèle que la participation de l'abbé Pierre au jeu était truquée. Celui-ci ne se présenta pas spontanément, mais c'est Louis Merlin qui, pour rendre son jeu sympathique aux yeux du public, alla le solliciter à Neuilly-Plaisance, il créa pour lui le thème que l'abbé Pierre s'était choisi lors de leur rencontre : "politique intérieure française et instances politiques internationales" et il eut quinze jours pour réviser. Toutefois, l'abbé Pierre ne connaissait pas à l'avance les questions qui lui ont été posées (date de constitution de la IVe république, nombre de membres du premier Gouvernement provisoire de la République française, signification des lettres UNESCO, etc.).
La participation à ce jeu a été source de notoriété pour l'abbé Pierre. Cette notoriété lui a été particulièrement utile deux ans après, lors du très rude hiver 1954 : l'abbé Pierre lance alors le 1er février 1954 sur Radio Luxembourg un appel aux Français, afin que ceux-ci se mobilisent en faveur des mal logés. Cet appel a rapporté 500 millions de francs, dont deux millions donnés par Charlie Chaplin. 
Un autre ecclésiastique, Mgr Charles Aimond a connu la gloire en gagnant 256 000 francs le 17 mai 1954, 512 000 francs le 3 avril 1955 et en échouant à 128 000 francs en 1959.
L'écrivain et journaliste Jean Burnat est le premier à dépasser le gain des deux millions en 1957 (et le quatrième à dépasser le million). Par la suite Pierre Poitrinal, soudeur de métier, gagna plus de deux millions d'anciens francs dans la catégorie « chimie ».[réf. nécessaire]
Marine Nédélec fut la plus grande gagnante historique du jeu avec 5 120 000 francs. 
De nombreux candidats se présentaient dans la catégorie « Lyrique ». Lorsque les 512 000 francs étaient franchis, une vedette de l'opéra était invitée…[réf. nécessaire]
Guy Debord en fut aussi  lauréat.
Le succès de ce jeu, on le doit, bien entendu, au talent des animateurs comme Zappy Max mais aussi, à celui d’hommes d’affaires comme Eugène Schueller, fondateur de l’Oréal et à des hommes des Relations Publiques, véritables chefs d'orchestre comme Robert Charles Sainson.

### Jeu de société
En 2003 Ravensburger a édité un jeu basé sur l'émission qui était diffusé sur RTL et présenté par 
Jean-Pierre Foucault.

## Pour approfondir